# Armagomphus armiger
Armagomphus armiger – gatunek ważki z rodziny gadziogłówkowatych (Gomphidae); jedyny przedstawiciel rodzaju Armagomphus. Występuje w południowo-zachodniej części Australii Zachodniej.